# Sabotage
Sabotage er forsinkelses- eller ødelæggelsesaktioner.

## Etymologi
Ordet stammet fra fransk: sabot, og betyder træsko og var også tidligere betegnelse for et fransk træskomageri. Begrebet opstod vist i den franske fagbevægelse i 1870'erne, hvor arbejderne som pression mod arbejdsgiveren ofte standsede fabrikken ved at smide deres træsko (=sabot) i maskinerne.

## Sabotage i Danmark
Under 2. verdenskrig betegnede sabotage i Danmark Den danske modstandsbevægelses aktioner mod virksomheder, som arbejdede for besættelsesmagten eller sabotørernes ødelæggende aktioner mod bygninger, skibe, jernbaner m.v. I Danmark benyttedes også begrebet Schalburgtage om sabotage, der blev udført som gengældelse overfor modstandsbevægelsens sabotage.
| Terrorisme | Spire Denne artikel om terrorisme er en spire som bør udbygges. Du er velkommen til at hjælpe Wikipedia ved at udvide den. |